# SAM Coupé
SAM Coupé var en 8-bitarsdator utvecklad av det engelska företaget Miles Gordon Technology (MGT) och lanserad 1989.

## Maskinvara
Sam Coupé var en av de sista 8-bitsdatorerna som tillverkades, och hade jämfört med andra åttabitare avancerade specifikationer. Företaget bakom, MGT, tillverkade ursprungligen tillbehör till ZX Spectrum, och datorn är förvisso i hög grad bakåtkompatibel med Spectrum, vilket redan vid lansering gav användarna tillgång till ett stort programvarubibliotek. Förutom kompatibilitetsläget är SAM att räkna som en helt ny dator.
Kärnan i systemet bildas av processorn Z80, med en klockfrekvens på 6 MHz, i kombination med en högintegrerad ASIC som motsvarar Spectrums enklare ULA. Grundmodellen har 256 Kbyte RAM, vilket internt kan uppgraderas till 512 Kbyte och ytterligare utökas med hjälp av externa moduler till 4 Mbyte. Program kan laddas in och sparas till kassettband, men detta är främst avsett för att ladda in Spectrum-program. Det primära lagringsmediet är 3,5-tumsdisketter, och upp till två diskettstationer kan installeras i datorns front, under tangentbordet.
Ljudet hanteras inte av ASIC:en, utan av en separat ljudkrets från Philips, SAA 1099. Ljudkretsen påminner om AY-3-8910 eller SN76489, fast med äkta stereo och sex kanalers polyfoni.
Den fasta mjukvaran satt i en 32 Kbyte stor ROM som innehöll grundläggande funktioner och en avancerad BASIC-tolk skriven av Andrew Wright, som tidigare hade skrivit BETA Basic till ZX Spectrum. DOS:et, som ansvarade för hantering av filer och disketter, behövde laddas in från disk med hjälp av det inbyggda BOOT-kommandot. Man kunde också boota SAMDOS genom att hålla ned F9-tangenten.

### Grafiklägen
ASIC:en har hand om de flesta funktionerna i datorn och genererar även grafiken. Fyra skärmlägen finns att tillgå:
1. Mode 4 - 256x192, linjärt skärmminne, 4 bitar per pixel (16 färger) = 24 Kbyte.
2. Mode 3 - 512x192, linjärt skärmminne, 2 bitar per pixel (4 färger) = 24 Kbyte.
3. Mode 2 - 256x192, linjärt skärmminne, 1 bit per pixel med separat färgattribut för varje 8x1-block av pixlar = 12 Kbyte.
4. Mode 1 - 256x192, separat färgattribut, ikke-linjärt skärmminne arrangerat på samma sätt som skärmminnet på ZX Spectrum = 6.75 Kbyte.

Alla skärmlägen använde sig av en färgtabell med 16 färger ur en palett på 128 färger. Mode 1 införde extra väntetillstånd för att sakta ned processorn och på så vis uppnå ökad kompatibilitet med ZX Spectrum.

### Problem med bildskärmsminnet
Eftersom RAM-minnet delades mellan CPU:n och ASIC:ens grafikfunktioner behövde processorn vänta för att komma åt minnet när ASIC:en arbetade. Detta medförde att SAM Coupé inte arbetade mer än 14% snabbare än en vanlig ZX Spectrum, trots sin högre frekvens.

### Expansionsportar

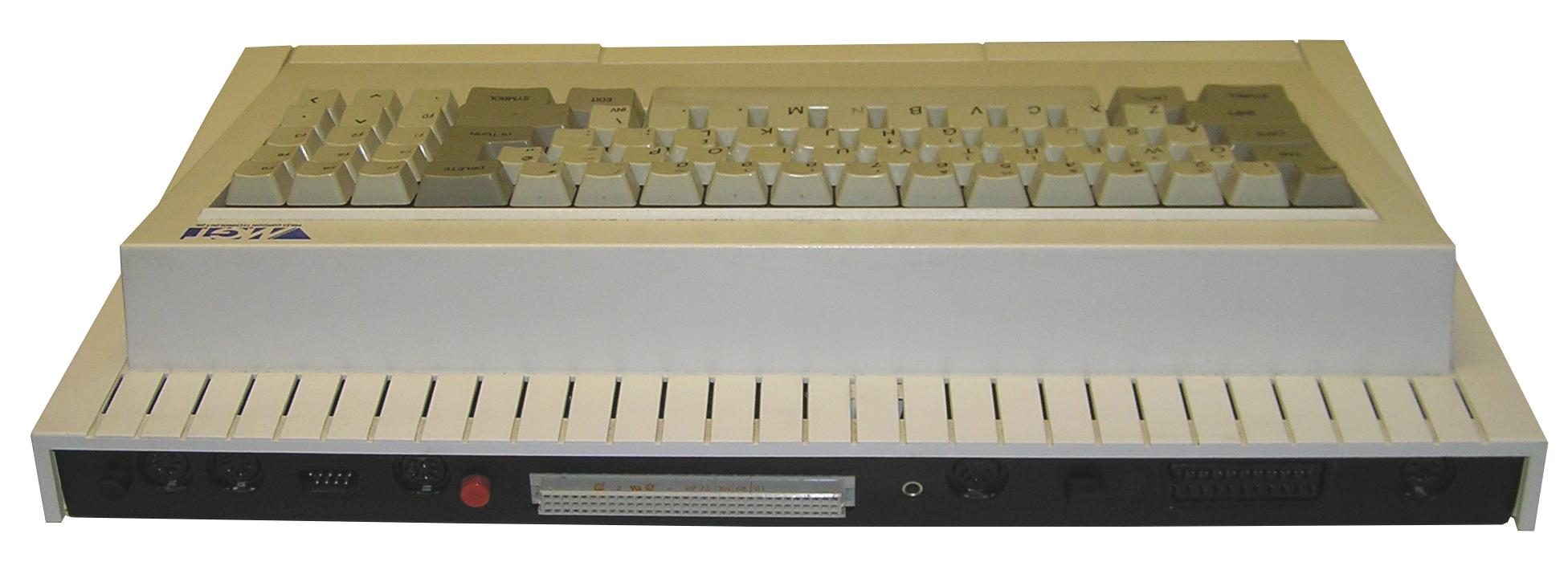
Baksida på SAM Coupé: Från vänster: break-knapp, MIDI in/ut, joystickport, musport, resetknapp, expansionsbuss, kassettkontakt, stereo ut/ljuspenna in, strömbrytare, SCART-kontakt, ström/RF-modulator

SAM Coupé var väl försedd med in- och utgångar:
- Två interna uttag för diskettstationer.
- SCART-kontakt för bild och ljud, med både kompositvideo och digital och analog RGB.
- 64-poligt Europadon för expansionsbussen.
- Musport (för specialmöss, men även Atari ST-möss kunde användas via adapter).
- Ljuspistol/ljuspenna via 5-polig DIN-kontakt.
- MIDI in/ut (även GENOM via programvara).
  - Upp till sexton datorer kunde kopplas ihop i nätverk via MIDI-portarna.
- Joystickport av Atari-typ. Via en splitterkabel kunde två spakar kopplas in.
- Hörlurskontakt (mono).
- Stereoljudutgång via 5-polig DIN.

Unikt för SAM var att RF-modulatorn var inbyggd i strömförsörjningen och kopplades in via en delad kontakt för både ström och TV-kabel. Detta kunde leda till störningar på bilden från transformatorn, och många användare valde att skilja modulator och strömförsörjning åt.